# Minoría
En sociología, un grupo minoritario o 
minoría se refiere a una categoría de personas que experimentan una desventaja relativa en comparación con los miembros de un grupo social dominante. La membresía de un grupo minoritario generalmente se basa en diferencias en las características o prácticas observables, tales como: sexo, etnia, raza, religión, discapacidad, identidad de género u orientación sexual. Utilizando el marco de interseccionalidad, un individuo puede ser miembro de múltiples grupos minoritarios (por ejemplo, una minoría racial y religiosa). Del mismo modo, los individuos también pueden ser parte de un grupo minoritario con respecto a algunas características, pero parte de un grupo dominante con respecto a otros.
El término "grupo minoritario" a menudo aparece dentro del discurso de los derechos civiles e individuales, ya que los miembros de los grupos minoritarios son propensos al trato diferencial en los países y sociedades en que viven. Los miembros de grupos minoritarios a menudo enfrentan discriminación en múltiples áreas de la vida social, incluyendo vivienda, empleo, atención médica y educación, entre otras. Si bien la discriminación puede ser cometida por individuos, también puede ocurrir a través de desigualdades estructurales, en las cuales los derechos y oportunidades no son igualmente accesibles para todos. El lenguaje de los derechos de las minorías se usa a menudo para discutir leyes diseñadas para proteger a los grupos minoritarios de la discriminación y otorgarles el mismo estatus social que al grupo dominante.
Actualmente cada vez más se está trabajando por respetar y garantizar los derechos de las minorías. Por eso, nos encontramos con importantes legislaciones y normativas al respecto tales como la Carta Europea de las Lenguas Minoritarias o la Declaración de las Naciones Unidas respecto a los Derechos de las Personas parte de las minorías nacionales, étnicas, religiosas y lingüísticas

## Definiciones
Antes de la Conferencia de Paz de París (1919-1920), el término "minoría" se refería principalmente a los partidos políticos en las legislaturas nacionales, y no a los grupos étnicos, nacionales, lingüísticos o religiosos. Se atribuye a la Conferencia de París la acuñación del concepto de derechos de las minorías y su puesta en valor. La Comisión de Minorías de la Sociedad de Naciones definió minoría en 1919 como "los nacionales pertenecientes a minorías raciales, religiosas o lingüísticas"..

## Definición en sociología
El sociólogo Louis Wirth definió un grupo minoritario como "un grupo de personas que, debido a sus características físicas o culturales, son señaladas respecto a las demás en la sociedad en la que viven para recibir un trato diferenciado y desigual, y que, por tanto, se consideran objeto de discriminación colectiva". Esta definición incluye criterios objetivos y subjetivos: la pertenencia a un grupo minoritario es atribuida objetivamente por la sociedad, basándose en las características físicas o de comportamiento de un individuo; también es aplicada subjetivamente por sus miembros, que pueden utilizar su estatus como base de la identidad o la solidaridad del grupo. Así, el estatus de grupo minoritario es categórico: un individuo que presenta las características físicas o de comportamiento de un grupo minoritario determinado recibe el estatus de ese grupo y está sujeto al mismo trato que otros miembros de ese grupo.
Joe Feagin, afirma que un grupo minoritario tiene cinco características: (1) sufrir discriminación y subordinación, (2) rasgos físicos y/o culturales que los diferencian y que son desaprobados por el grupo dominante, (3) un sentido compartido de identidad colectiva y cargas comunes, (4) reglas socialmente compartidas sobre quién pertenece y quién no determina el estatus de minoría, y (5) tendencia a casarse dentro del grupo.

### Críticas
Existe una controversia con el uso de la palabra minoría, ya que tiene un uso genérico y otro académico. El uso común del término indica una minoría estadística; sin embargo, los académicos se refieren a las diferencias de poder entre los grupos y no a las diferencias de tamaño de la población entre ellos.
La crítica anterior se basa en la idea de que un grupo puede ser considerado una minoría aunque incluya un número tan grande de personas que numéricamente no sea una minoría en la sociedad.
Algunos sociólogos han criticado el concepto de "minoría/mayoría", argumentando que este lenguaje excluye o descuida las identidades culturales cambiantes o inestables, así como las afiliaciones culturales a través de las fronteras nacionales Por ello, el término grupos históricamente excluidos (GHE) se utiliza a menudo de forma similar para destacar el papel de la opresión y la dominación históricas, y cómo esto da lugar a la infrarrepresentación de determinados grupos en diversos ámbitos de la vida social.

## Definición en política
El término minoría nacional se utiliza a menudo para hablar de los grupos minoritarios en la política internacional y nacional. Todos los países contienen algún grado de diversidad racial, étnica o lingüística. Además, las minorías también pueden ser comunidades de inmigrantes, indígenas o nómadas sin tierra. Esto suele dar lugar a variaciones en el idioma, la cultura, las creencias y las prácticas, que diferencian a algunos grupos del grupo dominante. Como estas diferencias suelen percibirse de forma negativa, esto supone una pérdida de poder social y político para los miembros de los grupos minoritarios.
No existe una definición jurídica de las minorías nacionales en el derecho internacional, aunque la protección de los grupos minoritarios se recoge en la Declaración de las Naciones Unidas sobre los Derechos de las Personas Pertenecientes a Minorías Nacionales o Étnicas, Religiosas y Lingüísticas. El derecho penal internacional puede proteger los derechos de las minorías raciales o étnicas de varias maneras. El derecho a la autodeterminación es una cuestión clave. El Consejo de Europa regula los derechos de las minorías en la Carta Europea de las Lenguas Regionales o Minoritarias y en el Convenio Marco para la protección de las Minorías Nacionales.
En algunos lugares, los grupos étnicos subordinados pueden constituir una mayoría numérica, como los negros en Sudáfrica bajo el apartheid. En Estados Unidos, por ejemplo, los blancos no hispanos constituyen la mayoría (63,4%) y todos los demás grupos raciales y étnicos (mexicanos-americanos, afroamericanos, asiáticos americanos, indios americanos y hawaianos nativos) se clasifican como "minorías".

## Derecho y gobierno
En la política de algunos países, una "minoría" es un grupo étnico reconocido por ley y con derechos específicos. Los hablantes de una lengua minoritaria legalmente reconocida, por ejemplo, pueden tener derecho a la educación o a comunicarse con el gobierno en su lengua materna. Entre los países con disposiciones especiales para las minorías se encuentran Canadá, China, Etiopía, Alemania, India, Países Bajos, Polonia, Rumanía, Rusia, Croacia y Reino Unido.
Los distintos grupos minoritarios de un país no suelen recibir el mismo trato. Algunos grupos son demasiado pequeños o indistintos para obtener la protección de las minorías. Por ejemplo, un miembro de un grupo étnico particularmente pequeño podría verse obligado a marcar "Otro" en una lista de verificación de diferentes orígenes y, por tanto, podría recibir menos privilegios que un miembro de un grupo más definido.
Muchos gobiernos contemporáneos prefieren asumir que las personas a las que gobiernan pertenecen todas a la misma nacionalidad en lugar de separarlas en función de su origen étnico. Estados Unidos pregunta por raza y etnia en sus formularios oficiales del censo, con lo que divide y organiza a su población en subgrupos, principalmente raciales más que nacionales. España no divide a sus nacionales por grupos étnicos o minorías nacionales, aunque sí mantiene una noción oficial de lenguas minoritarias, que es uno de los criterios para determinar una minoría nacional, en virtud del Convenio Marco para la Protección de las Minorías Nacionales.
Algunas minorías especialmente significativas o poderosas reciben amplia protección y representación política. Por ejemplo, la antigua República Yugoslava de Bosnia y Herzegovina reconoce las tres naciones constitutivas, ninguna de las cuales constituye una mayoría numérica. Sin embargo, otras minorías como gitano y judíos, son etiquetados oficialmente como "extranjeros" y quedan excluidos de muchas de estas protecciones. Por ejemplo, pueden ser excluidos de los cargos políticos, incluida la presidencia.
Existe un debate sobre el reconocimiento de los grupos minoritarios y sus privilegios. Una opinión es que la aplicación de derechos especiales a los grupos minoritarios puede perjudicar a algunos países, como los nuevos estados de África o Latinoamérica no fundados según el modelo europeo de estado-nación, ya que el reconocimiento de las minorías puede interferir en el establecimiento de una identidad nacional. Puede dificultar la integración de la minoría en la sociedad mayoritaria, lo que puede conducir al separatismo o al supremacismo. En Canadá, algunos consideran que el fracaso de la mayoría dominante inglesa a la hora de integrar a los canadienses franceses ha provocado el separatismo quebequés.
Otros afirman que las minorías necesitan protecciones específicas para garantizar que no son marginadas: por ejemplo, la educación bilingüe puede ser necesaria para que las minorías lingüísticas puedan integrarse plenamente en el sistema escolar y competir en igualdad de condiciones en la sociedad. Desde este punto de vista, los derechos de las minorías refuerzan el proyecto de construcción nacional, ya que los miembros de las minorías ven sus intereses bien atendidos y aceptan de buen grado la legitimidad de la nación y su integración (no asimilación) en ella.